# Фьодор Емеляненко
Фьодор Емеляненко (на руски: Фёдор Влади́мирович Емелья́ненко) е боец в тежка категория по смесени бойни изкуства (MMA), самбист и джудист, настоящ спортен функционер и регионален политик от Русия. Фьодор Емеляненко е смятан за един от най-великите ММА бойци в историята на спорта.

## Спортна кариера
Печели състезания и срещи в различни спортове, многократен шампион по смесени бойни изкуства в тежка категория, четирикратен световен шампион и седмократен шампион на Русия по бойно самбо. Заслужил майстор на спорта по самбо и майстор на спорта от международна класа по джудо.
В периода от 2003 до 2010 г. Емеляненко е международно признаван от големите спортни медии, като „Sports Illustrated“, „USA Today“ и „Sherdog.com“, за най-добрия боец по смесени бойни изкуства в тежка категория. Някои анализатори и бойци смятат Емеляненко за най-великия боец на всички времена в смесените бойни изкуства. Той остава непобедим за почти десетилетие, което е прецедент в историята на смесените бойни изкуства.

## Професионална кариера
Фьодор започва да тренира самбо и джудо още като малък в школата на Василий Иванович Гаврилов и малко по-късно се мести при настоящия му треньор Владимир Михайлович Воронов. Интересен факт е, че в едно интервю за японско списание треньорът на Емеляненко казва, че като малък той не бил от най-силните играчи, нито от най-обещаващите. Това, което го откроявало от другите, била неговата упоритост. В малко по-късен етап от живота си Фьодор прекарва известно време в руската армия (1995 – 1997). Въпреки че до този момент тренирал здраво и достигнал добро физическо развитие, той спира да се занимава активно с джудо и самбо. Въпреки това през 1997 г. получава официален сертификат по тези два спорта. Няколко месеца по-късно Фьодор печели бронзов медал в руския джудо шампионат. След това настъпва 2000 година, в която той атакува MMA ринга. Причината – защото му трябвали пари.
Фьодор Емеляненко (към 2012 г.) тренира в клуб „Червените дяволи“. Първоначално се е състезавал като член на руския национален отбор, но след като бива измамен от мениджъра си, Владимир Евгениевич Погодин, той и по-малкият му брат, Александър Емеляненко, решават да се преместят в настоящия му клуб и негов мениджър оттогава е Вадим Финкелщайн. Като малък Фьодор е тренирал два доста приличащи си стила – самбо и джудо, които се фокусират най-вече върху събаряне на противника. Дори след започване на ММА кариерата си, Емеляненко успява да се състезава успешно като състезател по самбо и става шампион по тази дисциплина в Русия през 2002 г., световен шампион по бойно самбо в тежката категория през 2002 г. и 2005 г. Благодарение на дългогодишните му тренировки по самбо и джудо, той бил доста обигран в играта на земя в началото на ММА кариерата си, затова започва да тренира страйкинг (удари) при треньора Александър Василевич Мичков. Фьодор често тренира по три пъти на ден, като отделя особено внимание на силовата си тренировка, но избягва упражнения с тежести. Вместо тях той набляга на упражненията за сила, като използва собствената си тежест – набирания, лицеви опори и коремни преси. Фьодор тича между 11 и 14 километра на ден. Тренировките му се фокусират върху граплинг (борба) техники, кик-бокс и бокс – общо взето нещата нужни за победа на ринга. Най-често провежда тренировките си в Кисловодск, Русия, заради голямата надморска височина на този град. През 2005 г. Фьодор започва да набляга повече на тренировките си по кик-бокс, заради предстоящия му мач срещу Мирко Филипович. Той започва усилени тренировки с Ернесто Хуст (единственият с четири титли в K-1) и треньора по муай-тай Руслан Нагнибида.
Фьодор Емеляненко е един от най-добрите състезатели в историята на ММА. Еднакво умел е както прав, така и на земята, като предпочита страйкинг воденето на битка. Фьодор държи рекорд с над 30 победи и само 1 загуба. Тази единствена загуба е от Tsuyoshi Kosaka, който използва непозволен удар (лакът; в шампионата Rings, където е била въпросната среща, лактите са забранени) и причинява голяма аркада. По-късно на 23 юни 2002 г. Фьодор прави дебюта си в Pride срещу Semmy Schilt, като печели мача със съдийско решение. В едно от интервютата си той казва, че Semmy Schilt е най-трудният противник, срещу когото се е бил. В този мач той демонстрира уменията си изправен и на земя. Малко по-късно излиза на ринга срещу смятания от всички дотогава непобедим Antônio Rodrigo Nogueira. Следва победа на Фьодор. Оттогава насам той побеждава бойци като Kazuyuki Fujita (submission), Gary Goodridge (TKO), Mark Coleman (submission), Kevin Randleman (submission), Antonio Rodrigo Nogueira (съдийско решение), Tsuyoshi Kosaka (TKO, отмъщава си за загубата), Mirko „Cro Cop“ Filipovic (съдийско решение), Mark Hunt (submission), Matt Lindland (submission), Hong-Man Choi (submission) и Tim Sylvia (submission). След победата си над Мирко Филипович през 28 август 2005 година се налага като безспорен лидер и шампион в света на ММА (свободни боеве).

## Титли
Мачове 40: победи 35 (нокаут: 12; предаване: 15; съдийско решение: 8); загуби: 4; без резултат: 1

### Смесени бойни изкуства
| Постижение | Дата                        | Шампионат                                  | Категория | Място на провеждане      |
| ---------- | --------------------------- | ------------------------------------------ | --------- | ------------------------ |
| Шампион    | 19 юли 2008 –               | WAMMA Световен шампионат в тежка категория | Тежка     | Анахайм, Калифорния, САЩ |
| Шампион    | 16 март 2003 – 8 април 2007 | PRIDE Световен шампионат в тежка категория | Тежка     | Йокохама, Япония         |
| Победител  | 2004                        | Гран при-турнир PRIDE                      | Тежка     | Сайтама, Япония          |
| Победител  | 2002                        | Турнир „Кралят на кралете“                 | Свободна  | Йокохама, Япония         |
| Победител  | 2001                        | RINGS турнир „Световна класа“              | Тежка     | Йокохама, Япония         |

### Джудо
| Постижение | Дата            | Шампионат                                 | Категория | Място на провеждане |
| ---------- | --------------- | ----------------------------------------- | --------- | ------------------- |
| 7-о        | 1 април 2000    | Гран при на Холандия                      | 100 кг    | Ротердам, Холандия  |
| 3-то       | 7 февруари 1999 | Международен турнир „Освобождение“, София | 100 кг    | София, България     |
| 3-то       | 24 януари 1999  | Международен турнир, Москва               | 100 кг    | Москва, Русия       |
| 3-то       | 5 декември 1998 | Национален шампионат на Русия             | Свободна  | Кстово, Русия       |
| Победител  | 1997            | Национален шампионат на Русия             | 100 кг    | Курск, Русия        |

### Самбо
| Постижение     | Дата | Шампионат                                           | Категория       | Място на провеждане    |
| -------------- | ---- | --------------------------------------------------- | --------------- | ---------------------- |
| Губи полуфинал | 2008 | Световно първенство по бойно самбо                  | Тежка категория | Санкт Петербург, Русия |
| Победител      | 2007 | Световно първенство по бойно самбо                  | Свободна        | Прага, Чехия           |
| Победител      | 2007 | Руско първенство по бойно самбо                     |                 | Бурятия, Русия         |
| Победител      | 2006 | Руско първенство по бойно самбо                     |                 | Бурятия, Русия         |
| Победител      | 2005 | Световно първенство по бойно самбо                  | Тежка           | Прага, Чехия           |
| Победител      | 2002 | Световно първенство по бойно самбо                  | Свободна        | Панама (град), Панама  |
| Победител      | 2002 | Световно първенство по бойно самбо                  | Тежка           | Солун, Гърция          |
| Победител      | 2002 | Руско първенство по бойно самбо                     |                 | Москва, Русия          |
| 3-то           | 2000 | Руско първенство по бойно самбо                     |                 | Оренбург, Русия        |
| Победител      | 1998 | Първенство по бойно самбо на Руските въоръжени сили |                 | Русия                  |
| 2-ро           | 1998 | Първенство по бойно самбо на Руските въоръжени сили | Свободна        | Русия                  |
| 3-то           | 1998 | Руско първенство по бойно самбо                     |                 | Калининград, Русия     |
| Победител      | 1997 | Европейско първенство по бойно самбо                |                 | Тбилиси, Грузия        |
| Победител      | 1997 | Руско първенство по бойно самбо                     |                 | Санкт Петербург, Русия |

След кариерата си на професионален боец Емеляненко става съсобственик в компанията M-1 Global – най-големия организатор на боеве в смесените бойни изкуства, а през 2012 г. е избран за президент на Съюза по смесените бойни изкуства в Русия.
Присъства като персонаж в компютърна игра на Electronic Arts

## Политическа кариера
Емеляненко е депутат от партията „Единна Русия“ в парламента на Белгородската област и е член на Съвета по развитие на физкултурата и спорта.